# Mahaweli
Le Mahaweli (en cingalais : මහවැලි ගඟ, littéralement « Grande Rivière de sable », en tamoul: மகாவலி ஆறு) est le plus long fleuve du Sri Lanka (335 km).

## Géographie
Il prend sa source dans les Horton Plains, à plus de 2 000 m d'altitude. Son cours supérieur traverse notamment les villes de Hatton, Ginigathhena, Nawalapitiya, Ulapane, Gampola, Peradeniya, Kandy, puis alimente le réservoir Victoria et le réservoir Randenigala. 
Son cours inférieur irrigue des plaines humides, en partie protégées par des réserves naturelles, puis se jette dans la baie de Koddiyar, qui s'ouvre sur le golfe du Bengale.
Son bassin versant, le plus vaste du pays, couvre un cinquième de l'île.

### Affluents
Ses principaux affluents sont:
- Kotmale Oya
- Hatton Oya
- Hulu Ganga
- Loggal Oya
- Uma Oya
- Badulu Oya
- Amban ganga

## Économie
Le Mahaweli est harnaché par plusieurs barrages hydroélectriques, qui produisent plus de 40 % des besoins en électricité du pays. Ses eaux, retenues dans plusieurs lacs artificiels, servent à irriguer les régions montagneuses du centre du pays, où est produit le thé de Ceylan.